# Olympische Jugend-Winterspiele 2020/Teilnehmer (Gemischte Mannschaft)
| Gelbes Symbol für Goldmedaillen mit stilisierten Olympischen Ringen | Graues Symbol für Silbermedaillen mit stilisierten Olympischen Ringen | Braundes Symbol für Bronzemedaillen mit stilisierten Olympischen Ringen |
| ------------------------------------------------------------------- | --------------------------------------------------------------------- | ----------------------------------------------------------------------- |
| 6                                                                   | 6                                                                     | 6                                                                       |

Bei den Olympischen Jugend-Winterspielen 2020 im Schweizerischen Lausanne traten in acht Sportarten Athleten in gemischten Mannschaften an.

## Medaillen

### Medaillenspiegel
| Rang   | Sportart       | Gold | Silber | Bronze | Gesamt |
| ------ | -------------- | ---- | ------ | ------ | ------ |
| 1      | Eishockey      | 2    | 2      | 2      | 6      |
| 2      | Curling        | 1    | 1      | 1      | 3      |
| 2      | Eiskunstlauf   | 1    | 1      | 1      | 3      |
| 2      | Eisschnelllauf | 1    | 1      | 1      | 3      |
| 2      | Shorttrack     | 1    | 1      | 1      | 3      |
| Gesamt | Gesamt         | 6    | 6      | 6      | 18     |

### Medaillengewinner
| Name/n | Sportart       | Wettkampf           |
| --- | -------------- | ------------------- |
| Gold |                |                     |
| Laura Nagy Nathan Young | Curling        | Mixed Doppel        |
| _ Team Grün Nicolas Elgas Artjom Pronitschkin Nathan Nicoud Wolodymyr Troschkin Pablo González Maks Perčič Yam Yau Alessandro Segafredo Illja Korsun Marek Potšinok Patrik Dalen Levente Hegedűs Štěpán Maleček | Eishockey      | 3×3 Turnier Jungen  |
| _ Team Gelb Anke Steeno Eva Aizpurúa Ludmilla Bourcet Elisa Innocenti Katya Blong Iris van Houten Zuzana Trnková Luisa Wilson Shin Seo-yoon Leonie Böttcher Nora Pollestad Nubya Aeschlimann Magdalena Luggin   | Eishockey      | 3×3 Turnier Mädchen |
| Team Courage Arlet Levandi Xenia Sinizyna Alina Butaeva / Luka Berulawa Utana Yoshida / Shingo Nishiyama | Eiskunstlauf   | Teamwettbewerb      |
| Team 3 Sini Siro Yukino Yoshida Ignaz Gschwentner Alexander Sergejew | Eisschnelllauf | Teamsprint          |
| Team B Kim Chan-seo Diede van Oorschot Shogo Miyata Jonathan So | Shorttrack     | Teamstaffel         |
| Silber |                |                     |
| Chana Beitone Nikolai Lyssakow | Curling        | Mixed Doppel        |
| _ Team Rot Juho Lukkari Denys Pasko Lin Wei-yu Aleks Menc Matija Dinić Peter Repčík Mackenzie Stewart Dylan Wesseling Tjaš Lesničar Sander Salvær Jan Hornecker Matthias Bittner Maël Halladj                   | Eishockey      | 3×3 Turnier Jungen  |
| _ Team Schwarz Angelina Hurschler Courtney Mahoney Zhang Xinyue Chang En-ni Alicja Mota Nikola Janeková Amy Robery Darja Petrowa Kimberly Collard Luca Márton Reina Satō Emilia Kyrkkö Carlotta Regine          | Eishockey      | 3×3 Turnier Mädchen |
| Team Focus Yuma Kagiyama Kate Wang Cate Fleming / Jedidah Isbell Sofja Tjutjunina / Alexander Schustizki | Eiskunstlauf   | Teamwettbewerb      |
| Team 16 Laura Kivioja Daria Kopacz Theo Collins Motonaga Arito | Eisschnelllauf | Teamsprint          |
| Team G Julija Beresnewa Chang Hui Jang Sung-woo Gabriel Volet | Shorttrack     | Teamstaffel         |
| Bronze |                |                     |
| Pei Junhang Vít Chabičovský | Curling        | Mixed Doppel        |
| _ Team Braun Luka Banek Sai Lake Hugo Galvez Elvis Hsu Axel Ruski-Jones Marlon D’Acunto Erik Potšinok Evan Nauth Artur Seniut Matyáš Šapovaliv Milán Ivády Rastislav Eliáš Sebastian Aarsund                    | Eishockey      | 3×3 Turnier Jungen  |
| _ Team Blau Sidre Özer Valerie Christmann Anna Kot Marija Runewska Mirren Foy Zuzana Dobiašová Jana Krascheninina Maya Stöber Regina Metzler Karolina Hengelmüller Nikki Sharp Yuna Kusama Aya Juhl Petersen    | Eishockey      | 3×3 Turnier Mädchen |
| Team Vision Andrei Mosaljow Regina Schermann Sofija Nesterowa / Artem Darenskyj Natalie D’Alessandro / Bruce Waddell                                                                                            | Eiskunstlauf   | Teamwettbewerb      |
| Team 14 Ramona Ionel Walerija Sorokoletowa Tuukka Suomalainen Jonathan Tobon | Eisschnelllauf | Teamsprint          |
| Team A Olivia Weedon Seo Whi-min Thomas Nadalini Ethan De Rose | Shorttrack     | Teamstaffel         |

## Teilnehmer nach Sportarten

### Curling
| Athleten                                 | Wettbewerb   | 1. Runde                                 | 1. Runde | 2. Runde                                 | 2. Runde      | 3. Runde                        | 3. Runde      | 4. Runde                       | 4. Runde      | Halbfinale                     | Halbfinale    | Finale/Platz 3                       | Finale/Platz 3 | Rang   |
| Athleten                                 | Wettbewerb   | Gegner                                   | Erg      | Gegner                                   | Erg           | Gegner                          | Erg           | Gegner                         | Erg           | Gegner                         | Erg           | Gegner                               | Erg            | Rang   |
| ---------------------------------------- | ------------ | ---------------------------------------- | -------- | ---------------------------------------- | ------------- | ------------------------------- | ------------- | ------------------------------ | ------------- | ------------------------------ | ------------- | ------------------------------------ | -------------- | ------ |
| Mixed                                    |              |                                          |          |                                          |               |                                 |               |                                |               |                                |               |                                      |                |        |
| Ingeborg Forbregd Ričards Vonda          | Mixed Doppel | Karolina Jensen Zhai Zhixin              | 5:10     | ausgeschieden                            | ausgeschieden | ausgeschieden                   | ausgeschieden | ausgeschieden                  | ausgeschieden | ausgeschieden                  | ausgeschieden | ausgeschieden                        | ausgeschieden  | 25     |
| Karolina Jensen Zhai Zhixin              | Mixed Doppel | Ingeborg Forbregd Ričards Vonda          | 10:5     | Mina Kobayashi Leo Tuaz                  | 7:8           | ausgeschieden                   | ausgeschieden | ausgeschieden                  | ausgeschieden | ausgeschieden                  | ausgeschieden | ausgeschieden                        | ausgeschieden  | 13     |
| Mina Kobayashi Leo Tuaz                  | Mixed Doppel | Zuzana Pražáková Mooin Si-woo            | 6:5      | Karolina Jensen Zhai Zhixin              | 8:7           | Klaudia Szmidt Jamie Rankin     | 9:2           | Laura Nagy Nathan Young        | 1:8           | Laura Nagy Nathan Young        | 2:6           | Platz 3: Pei Junhang Vít Chabičovský | 3:7            | 4      |
| Zuzana Pražáková Mooin Si-woo            | Mixed Doppel | Mina Kobayashi Leo Tuaz                  | 5:6      | ausgeschieden                            | ausgeschieden | ausgeschieden                   | ausgeschieden | ausgeschieden                  | ausgeschieden | ausgeschieden                  | ausgeschieden | ausgeschieden                        | ausgeschieden  | 25     |
| Alina Fachurtdinowa Vitor Melo           | Mixed Doppel | Klaudia Szmidt Jamie Rankin              | 2:8      | ausgeschieden                            | ausgeschieden | ausgeschieden                   | ausgeschieden | ausgeschieden                  | ausgeschieden | ausgeschieden                  | ausgeschieden | ausgeschieden                        | ausgeschieden  | 25     |
| Klaudia Szmidt Jamie Rankin              | Mixed Doppel | Alina Fachurtdinowa Vitor Melo           | 8:2      | Berfin Şengül Olle Moberg                | 11:6          | Mina Kobayashi Leo Tuaz         | 2:9           | ausgeschieden                  | ausgeschieden | ausgeschieden                  | ausgeschieden | ausgeschieden                        | ausgeschieden  | 7      |
| Lucy Neilson Henry Grünberg              | Mixed Doppel | Berfin Şengül Olle Moberg                | 3:7      | ausgeschieden                            | ausgeschieden | ausgeschieden                   | ausgeschieden | ausgeschieden                  | ausgeschieden | ausgeschieden                  | ausgeschieden | ausgeschieden                        | ausgeschieden  | 25     |
| Berfin Şengül Olle Moberg                | Mixed Doppel | Lucy Neilson Henry Grünberg              | 7:3      | Klaudia Szmidt Jamie Rankin              | 6:11          | ausgeschieden                   | ausgeschieden | ausgeschieden                  | ausgeschieden | ausgeschieden                  | ausgeschieden | ausgeschieden                        | ausgeschieden  | 13     |
| Ana Vázquez Jan Iseli                    | Mixed Doppel | Liu Tong Selahattin Eser                 | 7:12     | ausgeschieden                            | ausgeschieden | ausgeschieden                   | ausgeschieden | ausgeschieden                  | ausgeschieden | ausgeschieden                  | ausgeschieden | ausgeschieden                        | ausgeschieden  | 25     |
| Liu Tong Selahattin Eser                 | Mixed Doppel | Ana Vázquez Jan Iseli                    | 12:7     | Laura Nagy Nathan Young                  | 4:7           | ausgeschieden                   | ausgeschieden | ausgeschieden                  | ausgeschieden | ausgeschieden                  | ausgeschieden | ausgeschieden                        | ausgeschieden  | 13     |
| Laura Nagy Nathan Young                  | Mixed Doppel | Lisa Norrlander Kilian Thune             | 11:5     | Liu Tong Selahattin Eser                 | 7:4           | Robyn Mitchell František Jiral  | 7:4           | Mina Kobayashi Leo Tuaz        | 8:1           | Mina Kobayashi Leo Tuaz        | 6:2           | Chana Beitone Nikolai Lyssakow       | 9:5            | Gold   |
| Lisa Norrlander Kilian Thune             | Mixed Doppel | Laura Nagy Nathan Young                  | 5:11     | ausgeschieden                            | ausgeschieden | ausgeschieden                   | ausgeschieden | ausgeschieden                  | ausgeschieden | ausgeschieden                  | ausgeschieden | ausgeschieden                        | ausgeschieden  | 25     |
| Sara Rigler Benjamin Kapp                | Mixed Doppel | Robyn Mitchell František Jiral           | 5:8      | ausgeschieden                            | ausgeschieden | ausgeschieden                   | ausgeschieden | ausgeschieden                  | ausgeschieden | ausgeschieden                  | ausgeschieden | ausgeschieden                        | ausgeschieden  | 25     |
| Robyn Mitchell František Jiral           | Mixed Doppel | Sara Rigler Benjamin Kapp                | 8:5      | Park You-been Robert Kamiński            | 6:5           | Laura Nagy Nathan Young         | 4:7           | ausgeschieden                  | ausgeschieden | ausgeschieden                  | ausgeschieden | ausgeschieden                        | ausgeschieden  | 7      |
| Alina Tschumakow Francesco De Zanna      | Mixed Doppel | Park You-been Robert Kamiński            | 7:8      | ausgeschieden                            | ausgeschieden | ausgeschieden                   | ausgeschieden | ausgeschieden                  | ausgeschieden | ausgeschieden                  | ausgeschieden | ausgeschieden                        | ausgeschieden  | 25     |
| Park You-been Robert Kamiński            | Mixed Doppel | Alina Tschumakow Francesco De Zanna      | 8:7      | Robyn Mitchell František Jiral           | 5:6           | ausgeschieden                   | ausgeschieden | ausgeschieden                  | ausgeschieden | ausgeschieden                  | ausgeschieden | ausgeschieden                        | ausgeschieden  | 13     |
| Marta Lo Deserto Aleix Raubert           | Mixed Doppel | Natali Vedro Lukas Høstmælingen          | 8:6      | Anna Lasmane William Becker              | 7:8           | ausgeschieden                   | ausgeschieden | ausgeschieden                  | ausgeschieden | ausgeschieden                  | ausgeschieden | ausgeschieden                        | ausgeschieden  | 13     |
| Natali Vedro Lukas Høstmælingen          | Mixed Doppel | Marta Lo Deserto Aleix Raubert           | 6:8      | ausgeschieden                            | ausgeschieden | ausgeschieden                   | ausgeschieden | ausgeschieden                  | ausgeschieden | ausgeschieden                  | ausgeschieden | ausgeschieden                        | ausgeschieden  | 25     |
| Malin Da Ros Ethan Hebert                | Mixed Doppel | Anna Lasmane William Becker              | 4:10     | ausgeschieden                            | ausgeschieden | ausgeschieden                   | ausgeschieden | ausgeschieden                  | ausgeschieden | ausgeschieden                  | ausgeschieden | ausgeschieden                        | ausgeschieden  | 25     |
| Anna Lasmane William Becker              | Mixed Doppel | Malin Da Ros Ethan Hebert                | 10:4     | Marta Lo Deserto Aleix Raubert           | 8:7           | Chana Beitone Nikolai Lyssakow  | 5:10          | ausgeschieden                  | ausgeschieden | ausgeschieden                  | ausgeschieden | ausgeschieden                        | ausgeschieden  | 7      |
| Lauren Rajala Bine Sever                 | Mixed Doppel | Chana Beitone Nikolai Lyssakow           | 9:10     | ausgeschieden                            | ausgeschieden | ausgeschieden                   | ausgeschieden | ausgeschieden                  | ausgeschieden | ausgeschieden                  | ausgeschieden | ausgeschieden                        | ausgeschieden  | 25     |
| Chana Beitone Nikolai Lyssakow           | Mixed Doppel | Lauren Rajala Bine Sever                 | 10:9     | Zoe Antes Kristóf Szarvas                | 8:2           | Anna Lasmane William Becker     | 10:5          | Monika Wosińska Zhang Likun    | 14:4          | Pei Junhang Vít Chabičovský    | 10:5          | Laura Nagy Nathan Young              | 5:9            | Silber |
| Zoe Antes Kristóf Szarvas                | Mixed Doppel | Gabriela Rogic Farias Asei Nakahara      | 9:2      | Chana Beitone Nikolai Lyssakow           | 2:8           | ausgeschieden                   | ausgeschieden | ausgeschieden                  | ausgeschieden | ausgeschieden                  | ausgeschieden | ausgeschieden                        | ausgeschieden  | 13     |
| Gabriela Rogic Farias Asei Nakahara      | Mixed Doppel | Zoe Antes Kristóf Szarvas                | 2:9      | ausgeschieden                            | ausgeschieden | ausgeschieden                   | ausgeschieden | ausgeschieden                  | ausgeschieden | ausgeschieden                  | ausgeschieden | ausgeschieden                        | ausgeschieden  | 25     |
| Kristyna Farková Axel Landelius          | Mixed Doppel | Nora Østgård Michael Velve               | 11:6     | Natalie Wiksten Ross Craik               | 12:6          | Monika Wosińska Zhang Likun     | 4:5           | ausgeschieden                  | ausgeschieden | ausgeschieden                  | ausgeschieden | ausgeschieden                        | ausgeschieden  | 7      |
| Nora Østgård Michael Velve               | Mixed Doppel | Kristyna Farková Axel Landelius          | 6:11     | ausgeschieden                            | ausgeschieden | ausgeschieden                   | ausgeschieden | ausgeschieden                  | ausgeschieden | ausgeschieden                  | ausgeschieden | ausgeschieden                        | ausgeschieden  | 25     |
| Natalie Wiksten Ross Craik               | Mixed Doppel | Momoha Tabata Romet Mäesalu              | 8:6      | Kristyna Farková Axel Landelius          | 6:12          | ausgeschieden                   | ausgeschieden | ausgeschieden                  | ausgeschieden | ausgeschieden                  | ausgeschieden | ausgeschieden                        | ausgeschieden  | 13     |
| Momoha Tabata Romet Mäesalu              | Mixed Doppel | Natalie Wiksten Ross Craik               | 6:8      | ausgeschieden                            | ausgeschieden | ausgeschieden                   | ausgeschieden | ausgeschieden                  | ausgeschieden | ausgeschieden                  | ausgeschieden | ausgeschieden                        | ausgeschieden  | 25     |
| İfayet Şafak Çalıkuşu Park Sang-woo      | Mixed Doppel | Walerija Denissenko Eduards Seļiverstovs | 3:10     | ausgeschieden                            | ausgeschieden | ausgeschieden                   | ausgeschieden | ausgeschieden                  | ausgeschieden | ausgeschieden                  | ausgeschieden | ausgeschieden                        | ausgeschieden  | 25     |
| Walerija Denissenko Eduards Seļiverstovs | Mixed Doppel | İfayet Şafak Çalıkuşu Park Sang-woo      | 10:3     | Monika Wosińska Zhang Likun              | 3:7           | ausgeschieden                   | ausgeschieden | ausgeschieden                  | ausgeschieden | ausgeschieden                  | ausgeschieden | ausgeschieden                        | ausgeschieden  | 13     |
| Monika Wosińska Zhang Likun              | Mixed Doppel | Zoe Harman Merlin Gros-Soubzmaigne       | 8:2      | Walerija Denissenko Eduards Seļiverstovs | 7:3           | Kristyna Farková Axel Landelius | 5:4           | Chana Beitone Nikolai Lyssakow | 4:14          | ausgeschieden                  | ausgeschieden | ausgeschieden                        | ausgeschieden  | 5      |
| Zoe Harman Merlin Gros-Soubzmaigne       | Mixed Doppel | Monika Wosińska Zhang Likun              | 2:8      | ausgeschieden                            | ausgeschieden | ausgeschieden                   | ausgeschieden | ausgeschieden                  | ausgeschieden | ausgeschieden                  | ausgeschieden | ausgeschieden                        | ausgeschieden  | 25     |
| Pei Junhang Vít Chabičovský              | Mixed Doppel | Linda Joó Simone Piffer                  | 9:6      | Nilla Hallström Dominik Szmidt           | 12:3          | Liza Gregori Maximilian Winz    | 8:2           | Maelle Vergnaud Grunde Buraas  | 7:3           | Chana Beitone Nikolai Lyssakow | 5:10          | Platz 3: Mina Kobayashi Leo Tuaz     | 7:3            | Bronze |
| Linda Joó Simone Piffer                  | Mixed Doppel | Pei Junhang Vít Chabičovský              | 6:9      | ausgeschieden                            | ausgeschieden | ausgeschieden                   | ausgeschieden | ausgeschieden                  | ausgeschieden | ausgeschieden                  | ausgeschieden | ausgeschieden                        | ausgeschieden  | 25     |
| Nilla Hallström Dominik Szmidt           | Mixed Doppel | Carmen Pérez Johannes Scheuerl           | 10:9     | Pei Junhang Vít Chabičovský              | 3:12          | ausgeschieden                   | ausgeschieden | ausgeschieden                  | ausgeschieden | ausgeschieden                  | ausgeschieden | ausgeschieden                        | ausgeschieden  | 13     |
| Carmen Pérez Johannes Scheuerl           | Mixed Doppel | Nilla Hallström Dominik Szmidt           | 9:10     | ausgeschieden                            | ausgeschieden | ausgeschieden                   | ausgeschieden | ausgeschieden                  | ausgeschieden | ausgeschieden                  | ausgeschieden | ausgeschieden                        | ausgeschieden  | 25     |
| Hannah Farries Kadir Polat               | Mixed Doppel | Kaitlin Murphy Jaedon Neuert             | 4:8      | ausgeschieden                            | ausgeschieden | ausgeschieden                   | ausgeschieden | ausgeschieden                  | ausgeschieden | ausgeschieden                  | ausgeschieden | ausgeschieden                        | ausgeschieden  | 25     |
| Kaitlin Murphy Jaedon Neuert             | Mixed Doppel | Hannah Farries Kadir Polat               | 8:4      | Liza Gregori Maximilian Winz             | 6:8           | ausgeschieden                   | ausgeschieden | ausgeschieden                  | ausgeschieden | ausgeschieden                  | ausgeschieden | ausgeschieden                        | ausgeschieden  | 13     |
| Kim Ji-yoon Jonathan Vilandt             | Mixed Doppel | Liza Gregori Maximilian Winz             | 3:7      | ausgeschieden                            | ausgeschieden | ausgeschieden                   | ausgeschieden | ausgeschieden                  | ausgeschieden | ausgeschieden                  | ausgeschieden | ausgeschieden                        | ausgeschieden  | 25     |
| Liza Gregori Maximilian Winz             | Mixed Doppel | Kim Ji-yoon Jonathan Vilandt             | 7:3      | Kaitlin Murphy Jaedon Neuert             | 8:6           | Pei Junhang Vít Chabičovský     | 2:8           | ausgeschieden                  | ausgeschieden | ausgeschieden                  | ausgeschieden | ausgeschieden                        | ausgeschieden  | 7      |
| Ērika Bitmete Takumi Maeda               | Mixed Doppel | Federica Ghedina Jakob Omerzel           | 8:6      | Katariina Klammer Michail Wlassenko      | 8:7           | Maelle Vergnaud Grunde Buraas   | 8:9           | ausgeschieden                  | ausgeschieden | ausgeschieden                  | ausgeschieden | ausgeschieden                        | ausgeschieden  | 7      |
| Federica Ghedina Jakob Omerzel           | Mixed Doppel | Ērika Bitmete Takumi Maeda               | 6:8      | ausgeschieden                            | ausgeschieden | ausgeschieden                   | ausgeschieden | ausgeschieden                  | ausgeschieden | ausgeschieden                  | ausgeschieden | ausgeschieden                        | ausgeschieden  | 25     |
| Katariina Klammer Michail Wlassenko      | Mixed Doppel | Xenia Schwaller Lőrinc Tatár             | 6:4      | Ērika Bitmete Takumi Maeda               | 7:8           | ausgeschieden                   | ausgeschieden | ausgeschieden                  | ausgeschieden | ausgeschieden                  | ausgeschieden | ausgeschieden                        | ausgeschieden  | 13     |
| Xenia Schwaller Lőrinc Tatár             | Mixed Doppel | Katariina Klammer Michail Wlassenko      | 4:6      | ausgeschieden                            | ausgeschieden | ausgeschieden                   | ausgeschieden | ausgeschieden                  | ausgeschieden | ausgeschieden                  | ausgeschieden | ausgeschieden                        | ausgeschieden  | 25     |
| Leticia Cid Hunter Walker                | Mixed Doppel | Emily Deschenes Oriol Gastó              | 9:10     | ausgeschieden                            | ausgeschieden | ausgeschieden                   | ausgeschieden | ausgeschieden                  | ausgeschieden | ausgeschieden                  | ausgeschieden | ausgeschieden                        | ausgeschieden  | 25     |
| Emily Deschenes Oriol Gastó              | Mixed Doppel | Leticia Cid Hunter Walker                | 10:9     | Maelle Vergnaud Grunde Buraas            | 2:8           | ausgeschieden                   | ausgeschieden | ausgeschieden                  | ausgeschieden | ausgeschieden                  | ausgeschieden | ausgeschieden                        | ausgeschieden  | 13     |
| Maelle Vergnaud Grunde Buraas            | Mixed Doppel | Kim Sutor Charlie Thompson               | 7:5      | Emily Deschenes Oriol Gastó              | 8:2           | Ērika Bitmete Takumi Maeda      | 9:8           | Pei Junhang Vít Chabičovský    | 3:7           | ausgeschieden                  | ausgeschieden | ausgeschieden                        | ausgeschieden  | 5      |
| Kim Sutor Charlie Thompson               | Mixed Doppel | Maelle Vergnaud Grunde Buraas            | 5:7      | ausgeschieden                            | ausgeschieden | ausgeschieden                   | ausgeschieden | ausgeschieden                  | ausgeschieden | ausgeschieden                  | ausgeschieden | ausgeschieden                        | ausgeschieden  | 25     |

### Eishockey
Im 3×3 Eishockey spielten die Mannschaften in verschiedenen Farben und die Athleten einer Mannschaft kamen aus unterschiedlichen Nationen.
| Mannschaft     | Athleten | Vorrunde       | Vorrunde  | Halbfinale     | Halbfinale    | Finale/Spiel um Bronze          | Finale/Spiel um Bronze | Rang   |
| Mannschaft     | Athleten | Gegner         | Ergebnis  | Gegner         | Ergebnis      | Gegner                          | Ergebnis               | Rang   |
| -------------- | --- | -------------- | --------- | -------------- | ------------- | ------------------------------- | ---------------------- | ------ |
| Jungen         | |                |           |                |               |                                 |                        |        |
| _ Team Blau    | Chen Chih-yuan Jakub Trzebunia Caleb Chapman Ziya Efe Güçlü Hong Seung-woo Daniel Assavolyuk Joris Valčiukas Riley Langille Cater Hamill Konrad Kudeviita Simone Terraneo Oliver Thestrup Hansen Issa Otsuka          | _ Team Grau    | 8:9       | ausgeschieden  | ausgeschieden | ausgeschieden                   | ausgeschieden          | 8      |
| _ Team Blau    | Chen Chih-yuan Jakub Trzebunia Caleb Chapman Ziya Efe Güçlü Hong Seung-woo Daniel Assavolyuk Joris Valčiukas Riley Langille Cater Hamill Konrad Kudeviita Simone Terraneo Oliver Thestrup Hansen Issa Otsuka          | _ Team Orange  | 1:12      | ausgeschieden  | ausgeschieden | ausgeschieden                   | ausgeschieden          | 8      |
| _ Team Blau    | Chen Chih-yuan Jakub Trzebunia Caleb Chapman Ziya Efe Güçlü Hong Seung-woo Daniel Assavolyuk Joris Valčiukas Riley Langille Cater Hamill Konrad Kudeviita Simone Terraneo Oliver Thestrup Hansen Issa Otsuka          | _ Team Schwarz | 8:14      | ausgeschieden  | ausgeschieden | ausgeschieden                   | ausgeschieden          | 8      |
| _ Team Blau    | Chen Chih-yuan Jakub Trzebunia Caleb Chapman Ziya Efe Güçlü Hong Seung-woo Daniel Assavolyuk Joris Valčiukas Riley Langille Cater Hamill Konrad Kudeviita Simone Terraneo Oliver Thestrup Hansen Issa Otsuka          | _ Team Grün    | 6:11      | ausgeschieden  | ausgeschieden | ausgeschieden                   | ausgeschieden          | 8      |
| _ Team Blau    | Chen Chih-yuan Jakub Trzebunia Caleb Chapman Ziya Efe Güçlü Hong Seung-woo Daniel Assavolyuk Joris Valčiukas Riley Langille Cater Hamill Konrad Kudeviita Simone Terraneo Oliver Thestrup Hansen Issa Otsuka          | _ Team Gelb    | 8:13      | ausgeschieden  | ausgeschieden | ausgeschieden                   | ausgeschieden          | 8      |
| _ Team Blau    | Chen Chih-yuan Jakub Trzebunia Caleb Chapman Ziya Efe Güçlü Hong Seung-woo Daniel Assavolyuk Joris Valčiukas Riley Langille Cater Hamill Konrad Kudeviita Simone Terraneo Oliver Thestrup Hansen Issa Otsuka          | _ Team Braun   | 2:14      | ausgeschieden  | ausgeschieden | ausgeschieden                   | ausgeschieden          | 8      |
| _ Team Blau    | Chen Chih-yuan Jakub Trzebunia Caleb Chapman Ziya Efe Güçlü Hong Seung-woo Daniel Assavolyuk Joris Valčiukas Riley Langille Cater Hamill Konrad Kudeviita Simone Terraneo Oliver Thestrup Hansen Issa Otsuka          | _ Team Rot     | 11:18     | ausgeschieden  | ausgeschieden | ausgeschieden                   | ausgeschieden          | 8      |
| _ Team Braun   | Luka Banek Sai Lake Hugo Galvez Elvis Hsu Axel Ruski-Jones Marlon D’Acunto Erik Potšinok Evan Nauth Artur Seniut Matyáš Šapovaliv Milán Ivády Rastislav Eliáš Sebastian Aarsund                                       | _ Team Schwarz | 13:11     | _ Team Rot     | 7:9           | Spiel um Bronze: _ Team Schwarz | 6:5                    | Bronze |
| _ Team Braun   | Luka Banek Sai Lake Hugo Galvez Elvis Hsu Axel Ruski-Jones Marlon D’Acunto Erik Potšinok Evan Nauth Artur Seniut Matyáš Šapovaliv Milán Ivády Rastislav Eliáš Sebastian Aarsund                                       | _ Team Grün    | 6:8       | _ Team Rot     | 7:9           | Spiel um Bronze: _ Team Schwarz | 6:5                    | Bronze |
| _ Team Braun   | Luka Banek Sai Lake Hugo Galvez Elvis Hsu Axel Ruski-Jones Marlon D’Acunto Erik Potšinok Evan Nauth Artur Seniut Matyáš Šapovaliv Milán Ivády Rastislav Eliáš Sebastian Aarsund                                       | _ Team Grau    | 16:6      | _ Team Rot     | 7:9           | Spiel um Bronze: _ Team Schwarz | 6:5                    | Bronze |
| _ Team Braun   | Luka Banek Sai Lake Hugo Galvez Elvis Hsu Axel Ruski-Jones Marlon D’Acunto Erik Potšinok Evan Nauth Artur Seniut Matyáš Šapovaliv Milán Ivády Rastislav Eliáš Sebastian Aarsund                                       | _ Team Orange  | 14:10     | _ Team Rot     | 7:9           | Spiel um Bronze: _ Team Schwarz | 6:5                    | Bronze |
| _ Team Braun   | Luka Banek Sai Lake Hugo Galvez Elvis Hsu Axel Ruski-Jones Marlon D’Acunto Erik Potšinok Evan Nauth Artur Seniut Matyáš Šapovaliv Milán Ivády Rastislav Eliáš Sebastian Aarsund                                       | _ Team Rot     | 5:11      | _ Team Rot     | 7:9           | Spiel um Bronze: _ Team Schwarz | 6:5                    | Bronze |
| _ Team Braun   | Luka Banek Sai Lake Hugo Galvez Elvis Hsu Axel Ruski-Jones Marlon D’Acunto Erik Potšinok Evan Nauth Artur Seniut Matyáš Šapovaliv Milán Ivády Rastislav Eliáš Sebastian Aarsund                                       | _ Team Blau    | 14:2      | _ Team Rot     | 7:9           | Spiel um Bronze: _ Team Schwarz | 6:5                    | Bronze |
| _ Team Braun   | Luka Banek Sai Lake Hugo Galvez Elvis Hsu Axel Ruski-Jones Marlon D’Acunto Erik Potšinok Evan Nauth Artur Seniut Matyáš Šapovaliv Milán Ivády Rastislav Eliáš Sebastian Aarsund                                       | _ Team Gelb    | 8:6       | _ Team Rot     | 7:9           | Spiel um Bronze: _ Team Schwarz | 6:5                    | Bronze |
| _ Team Gelb    | Tibo Van Reeth Csongor Antal Yassin Soubra Tommaso Madaschi David Guilabert Ryan Kolgen Miha Beričič Andrej Muraschko Oskar Bakkevig Šimon Slavíček Daniel Valencia Loris Uberti Lukas Heuberger                      | _ Team Grün    | 5:10      | ausgeschieden  | ausgeschieden | ausgeschieden                   | ausgeschieden          | 7      |
| _ Team Gelb    | Tibo Van Reeth Csongor Antal Yassin Soubra Tommaso Madaschi David Guilabert Ryan Kolgen Miha Beričič Andrej Muraschko Oskar Bakkevig Šimon Slavíček Daniel Valencia Loris Uberti Lukas Heuberger                      | _ Team Grau    | 8:11      | ausgeschieden  | ausgeschieden | ausgeschieden                   | ausgeschieden          | 7      |
| _ Team Gelb    | Tibo Van Reeth Csongor Antal Yassin Soubra Tommaso Madaschi David Guilabert Ryan Kolgen Miha Beričič Andrej Muraschko Oskar Bakkevig Šimon Slavíček Daniel Valencia Loris Uberti Lukas Heuberger                      | _ Team Orange  | 9:4       | ausgeschieden  | ausgeschieden | ausgeschieden                   | ausgeschieden          | 7      |
| _ Team Gelb    | Tibo Van Reeth Csongor Antal Yassin Soubra Tommaso Madaschi David Guilabert Ryan Kolgen Miha Beričič Andrej Muraschko Oskar Bakkevig Šimon Slavíček Daniel Valencia Loris Uberti Lukas Heuberger                      | _ Team Schwarz | 7:19      | ausgeschieden  | ausgeschieden | ausgeschieden                   | ausgeschieden          | 7      |
| _ Team Gelb    | Tibo Van Reeth Csongor Antal Yassin Soubra Tommaso Madaschi David Guilabert Ryan Kolgen Miha Beričič Andrej Muraschko Oskar Bakkevig Šimon Slavíček Daniel Valencia Loris Uberti Lukas Heuberger                      | _ Team Blau    | 13:8      | ausgeschieden  | ausgeschieden | ausgeschieden                   | ausgeschieden          | 7      |
| _ Team Gelb    | Tibo Van Reeth Csongor Antal Yassin Soubra Tommaso Madaschi David Guilabert Ryan Kolgen Miha Beričič Andrej Muraschko Oskar Bakkevig Šimon Slavíček Daniel Valencia Loris Uberti Lukas Heuberger                      | _ Team Rot     | 13:15     | ausgeschieden  | ausgeschieden | ausgeschieden                   | ausgeschieden          | 7      |
| _ Team Gelb    | Tibo Van Reeth Csongor Antal Yassin Soubra Tommaso Madaschi David Guilabert Ryan Kolgen Miha Beričič Andrej Muraschko Oskar Bakkevig Šimon Slavíček Daniel Valencia Loris Uberti Lukas Heuberger                      | _ Team Braun   | 6:8       | ausgeschieden  | ausgeschieden | ausgeschieden                   | ausgeschieden          | 7      |
| _ Team Grau    | Thawab Al-Subaey Alejandro Resendiz Nowruz Baýhanow Gosei Daikuhara Timofei Katkow Pablo Mata Sohn Hyun Patrik Melicher Jan Billa Nino Tomow Boldizsár Szalay Lukas Svedin Alexei Baidek                              | _ Team Blau    | 9:8       | ausgeschieden  | ausgeschieden | ausgeschieden                   | ausgeschieden          | 5      |
| _ Team Grau    | Thawab Al-Subaey Alejandro Resendiz Nowruz Baýhanow Gosei Daikuhara Timofei Katkow Pablo Mata Sohn Hyun Patrik Melicher Jan Billa Nino Tomow Boldizsár Szalay Lukas Svedin Alexei Baidek                              | _ Team Gelb    | 11:8      | ausgeschieden  | ausgeschieden | ausgeschieden                   | ausgeschieden          | 5      |
| _ Team Grau    | Thawab Al-Subaey Alejandro Resendiz Nowruz Baýhanow Gosei Daikuhara Timofei Katkow Pablo Mata Sohn Hyun Patrik Melicher Jan Billa Nino Tomow Boldizsár Szalay Lukas Svedin Alexei Baidek                              | _ Team Braun   | 6:16      | ausgeschieden  | ausgeschieden | ausgeschieden                   | ausgeschieden          | 5      |
| _ Team Grau    | Thawab Al-Subaey Alejandro Resendiz Nowruz Baýhanow Gosei Daikuhara Timofei Katkow Pablo Mata Sohn Hyun Patrik Melicher Jan Billa Nino Tomow Boldizsár Szalay Lukas Svedin Alexei Baidek                              | _ Team Rot     | 13:9      | ausgeschieden  | ausgeschieden | ausgeschieden                   | ausgeschieden          | 5      |
| _ Team Grau    | Thawab Al-Subaey Alejandro Resendiz Nowruz Baýhanow Gosei Daikuhara Timofei Katkow Pablo Mata Sohn Hyun Patrik Melicher Jan Billa Nino Tomow Boldizsár Szalay Lukas Svedin Alexei Baidek                              | _ Team Grün    | 6:14      | ausgeschieden  | ausgeschieden | ausgeschieden                   | ausgeschieden          | 5      |
| _ Team Grau    | Thawab Al-Subaey Alejandro Resendiz Nowruz Baýhanow Gosei Daikuhara Timofei Katkow Pablo Mata Sohn Hyun Patrik Melicher Jan Billa Nino Tomow Boldizsár Szalay Lukas Svedin Alexei Baidek                              | _ Team Schwarz | 8:16      | ausgeschieden  | ausgeschieden | ausgeschieden                   | ausgeschieden          | 5      |
| _ Team Grau    | Thawab Al-Subaey Alejandro Resendiz Nowruz Baýhanow Gosei Daikuhara Timofei Katkow Pablo Mata Sohn Hyun Patrik Melicher Jan Billa Nino Tomow Boldizsár Szalay Lukas Svedin Alexei Baidek                              | _ Team Orange  | 5:2       | ausgeschieden  | ausgeschieden | ausgeschieden                   | ausgeschieden          | 5      |
| _ Team Grün    | Nicolas Elgas Artjom Pronitschkin Nathan Nicoud Wolodymyr Troschkin Pablo González Maks Perčič Yam Yau Alessandro Segafredo Ilja Korsun Marek Potšinok Patrik Dalen Levente Hegedűs Štěpán Maleček                    | _ Team Gelb    | 10:5      | _ Team Schwarz | 7:3           | _ Team Rot                      | 10:4                   | Gold   |
| _ Team Grün    | Nicolas Elgas Artjom Pronitschkin Nathan Nicoud Wolodymyr Troschkin Pablo González Maks Perčič Yam Yau Alessandro Segafredo Ilja Korsun Marek Potšinok Patrik Dalen Levente Hegedűs Štěpán Maleček                    | _ Team Braun   | 8:6       | _ Team Schwarz | 7:3           | _ Team Rot                      | 10:4                   | Gold   |
| _ Team Grün    | Nicolas Elgas Artjom Pronitschkin Nathan Nicoud Wolodymyr Troschkin Pablo González Maks Perčič Yam Yau Alessandro Segafredo Ilja Korsun Marek Potšinok Patrik Dalen Levente Hegedűs Štěpán Maleček                    | _ Team Rot     | 9:8 n. V. | _ Team Schwarz | 7:3           | _ Team Rot                      | 10:4                   | Gold   |
| _ Team Grün    | Nicolas Elgas Artjom Pronitschkin Nathan Nicoud Wolodymyr Troschkin Pablo González Maks Perčič Yam Yau Alessandro Segafredo Ilja Korsun Marek Potšinok Patrik Dalen Levente Hegedűs Štěpán Maleček                    | _ Team Blau    | 11:6      | _ Team Schwarz | 7:3           | _ Team Rot                      | 10:4                   | Gold   |
| _ Team Grün    | Nicolas Elgas Artjom Pronitschkin Nathan Nicoud Wolodymyr Troschkin Pablo González Maks Perčič Yam Yau Alessandro Segafredo Ilja Korsun Marek Potšinok Patrik Dalen Levente Hegedűs Štěpán Maleček                    | _ Team Grau    | 14:6      | _ Team Schwarz | 7:3           | _ Team Rot                      | 10:4                   | Gold   |
| _ Team Grün    | Nicolas Elgas Artjom Pronitschkin Nathan Nicoud Wolodymyr Troschkin Pablo González Maks Perčič Yam Yau Alessandro Segafredo Ilja Korsun Marek Potšinok Patrik Dalen Levente Hegedűs Štěpán Maleček                    | _ Team Orange  | 8:6       | _ Team Schwarz | 7:3           | _ Team Rot                      | 10:4                   | Gold   |
| _ Team Grün    | Nicolas Elgas Artjom Pronitschkin Nathan Nicoud Wolodymyr Troschkin Pablo González Maks Perčič Yam Yau Alessandro Segafredo Ilja Korsun Marek Potšinok Patrik Dalen Levente Hegedűs Štěpán Maleček                    | _ Team Schwarz | 4:6       | _ Team Schwarz | 7:3           | _ Team Rot                      | 10:4                   | Gold   |
| _ Team Orange  | Matthew Hamnett Jakub Michalski Diego Rodríguez Tomoyoshi Yuki Nicolò Remolato Jack Lewis Kim Sang-yeob Jonas Dobnig Roman Kechter Márk Weidemann Leni Michellod Iwan Nowoschilow Jan Schostak                        | _ Team Rot     | 8:6       | ausgeschieden  | ausgeschieden | ausgeschieden                   | ausgeschieden          | 6      |
| _ Team Orange  | Matthew Hamnett Jakub Michalski Diego Rodríguez Tomoyoshi Yuki Nicolò Remolato Jack Lewis Kim Sang-yeob Jonas Dobnig Roman Kechter Márk Weidemann Leni Michellod Iwan Nowoschilow Jan Schostak                        | _ Team Blau    | 12:1      | ausgeschieden  | ausgeschieden | ausgeschieden                   | ausgeschieden          | 6      |
| _ Team Orange  | Matthew Hamnett Jakub Michalski Diego Rodríguez Tomoyoshi Yuki Nicolò Remolato Jack Lewis Kim Sang-yeob Jonas Dobnig Roman Kechter Márk Weidemann Leni Michellod Iwan Nowoschilow Jan Schostak                        | _ Team Gelb    | 4:9       | ausgeschieden  | ausgeschieden | ausgeschieden                   | ausgeschieden          | 6      |
| _ Team Orange  | Matthew Hamnett Jakub Michalski Diego Rodríguez Tomoyoshi Yuki Nicolò Remolato Jack Lewis Kim Sang-yeob Jonas Dobnig Roman Kechter Márk Weidemann Leni Michellod Iwan Nowoschilow Jan Schostak                        | _ Team Braun   | 10:14     | ausgeschieden  | ausgeschieden | ausgeschieden                   | ausgeschieden          | 6      |
| _ Team Orange  | Matthew Hamnett Jakub Michalski Diego Rodríguez Tomoyoshi Yuki Nicolò Remolato Jack Lewis Kim Sang-yeob Jonas Dobnig Roman Kechter Márk Weidemann Leni Michellod Iwan Nowoschilow Jan Schostak                        | _ Team Schwarz | 14:8      | ausgeschieden  | ausgeschieden | ausgeschieden                   | ausgeschieden          | 6      |
| _ Team Orange  | Matthew Hamnett Jakub Michalski Diego Rodríguez Tomoyoshi Yuki Nicolò Remolato Jack Lewis Kim Sang-yeob Jonas Dobnig Roman Kechter Márk Weidemann Leni Michellod Iwan Nowoschilow Jan Schostak                        | _ Team Grün    | 6:8       | ausgeschieden  | ausgeschieden | ausgeschieden                   | ausgeschieden          | 6      |
| _ Team Orange  | Matthew Hamnett Jakub Michalski Diego Rodríguez Tomoyoshi Yuki Nicolò Remolato Jack Lewis Kim Sang-yeob Jonas Dobnig Roman Kechter Márk Weidemann Leni Michellod Iwan Nowoschilow Jan Schostak                        | _ Team Grau    | 2:5       | ausgeschieden  | ausgeschieden | ausgeschieden                   | ausgeschieden          | 6      |
| _ Team Rot     | Juho Lukkari Denys Pasko Lin Wei-yu Aleks Menc Matija Dinić Peter Repčík Mackenzie Stewart Dylan Wesseling Tjaš Lesničar Sander Salvær Jan Hornecker Matthias Bittner Maël Halladj                                    | _ Team Orange  | 6:8       | _ Team Braun   | 9:7           | _ Team Grün                     | 4:10                   | Silber |
| _ Team Rot     | Juho Lukkari Denys Pasko Lin Wei-yu Aleks Menc Matija Dinić Peter Repčík Mackenzie Stewart Dylan Wesseling Tjaš Lesničar Sander Salvær Jan Hornecker Matthias Bittner Maël Halladj                                    | _ Team Schwarz | 12:9      | _ Team Braun   | 9:7           | _ Team Grün                     | 4:10                   | Silber |
| _ Team Rot     | Juho Lukkari Denys Pasko Lin Wei-yu Aleks Menc Matija Dinić Peter Repčík Mackenzie Stewart Dylan Wesseling Tjaš Lesničar Sander Salvær Jan Hornecker Matthias Bittner Maël Halladj                                    | _ Team Grün    | 8:9 n. V. | _ Team Braun   | 9:7           | _ Team Grün                     | 4:10                   | Silber |
| _ Team Rot     | Juho Lukkari Denys Pasko Lin Wei-yu Aleks Menc Matija Dinić Peter Repčík Mackenzie Stewart Dylan Wesseling Tjaš Lesničar Sander Salvær Jan Hornecker Matthias Bittner Maël Halladj                                    | _ Team Grau    | 9:13      | _ Team Braun   | 9:7           | _ Team Grün                     | 4:10                   | Silber |
| _ Team Rot     | Juho Lukkari Denys Pasko Lin Wei-yu Aleks Menc Matija Dinić Peter Repčík Mackenzie Stewart Dylan Wesseling Tjaš Lesničar Sander Salvær Jan Hornecker Matthias Bittner Maël Halladj                                    | _ Team Braun   | 11:5      | _ Team Braun   | 9:7           | _ Team Grün                     | 4:10                   | Silber |
| _ Team Rot     | Juho Lukkari Denys Pasko Lin Wei-yu Aleks Menc Matija Dinić Peter Repčík Mackenzie Stewart Dylan Wesseling Tjaš Lesničar Sander Salvær Jan Hornecker Matthias Bittner Maël Halladj                                    | _ Team Gelb    | 15:13     | _ Team Braun   | 9:7           | _ Team Grün                     | 4:10                   | Silber |
| _ Team Rot     | Juho Lukkari Denys Pasko Lin Wei-yu Aleks Menc Matija Dinić Peter Repčík Mackenzie Stewart Dylan Wesseling Tjaš Lesničar Sander Salvær Jan Hornecker Matthias Bittner Maël Halladj                                    | _ Team Blau    | 18:11     | _ Team Braun   | 9:7           | _ Team Grün                     | 4:10                   | Silber |
| _ Team Schwarz | Ruben Esposito Lukas Floriantschitz Kerem Alsan Jaroslaw Labutkin Yu Jiacong Corné van Stuijvenberg Wataru Suzuki Adam Sýkora Dominik Pavlata Linas Dėdinas Daniil Karpowitsch Kalle Varis Matthias Rindone           | _ Team Braun   | 7:6       | _ Team Grün    | 3:7           | Spiel um Bronze: _ Team Braun   | 5:6                    | 4      |
| _ Team Schwarz | Ruben Esposito Lukas Floriantschitz Kerem Alsan Jaroslaw Labutkin Yu Jiacong Corné van Stuijvenberg Wataru Suzuki Adam Sýkora Dominik Pavlata Linas Dėdinas Daniil Karpowitsch Kalle Varis Matthias Rindone           | _ Team Rot     | 5:4       | _ Team Grün    | 3:7           | Spiel um Bronze: _ Team Braun   | 5:6                    | 4      |
| _ Team Schwarz | Ruben Esposito Lukas Floriantschitz Kerem Alsan Jaroslaw Labutkin Yu Jiacong Corné van Stuijvenberg Wataru Suzuki Adam Sýkora Dominik Pavlata Linas Dėdinas Daniil Karpowitsch Kalle Varis Matthias Rindone           | _ Team Blau    | 4:8       | _ Team Grün    | 3:7           | Spiel um Bronze: _ Team Braun   | 5:6                    | 4      |
| _ Team Schwarz | Ruben Esposito Lukas Floriantschitz Kerem Alsan Jaroslaw Labutkin Yu Jiacong Corné van Stuijvenberg Wataru Suzuki Adam Sýkora Dominik Pavlata Linas Dėdinas Daniil Karpowitsch Kalle Varis Matthias Rindone           | _ Team Gelb    | 7:2       | _ Team Grün    | 3:7           | Spiel um Bronze: _ Team Braun   | 5:6                    | 4      |
| _ Team Schwarz | Ruben Esposito Lukas Floriantschitz Kerem Alsan Jaroslaw Labutkin Yu Jiacong Corné van Stuijvenberg Wataru Suzuki Adam Sýkora Dominik Pavlata Linas Dėdinas Daniil Karpowitsch Kalle Varis Matthias Rindone           | _ Team Orange  | 8:14      | _ Team Grün    | 3:7           | Spiel um Bronze: _ Team Braun   | 5:6                    | 4      |
| _ Team Schwarz | Ruben Esposito Lukas Floriantschitz Kerem Alsan Jaroslaw Labutkin Yu Jiacong Corné van Stuijvenberg Wataru Suzuki Adam Sýkora Dominik Pavlata Linas Dėdinas Daniil Karpowitsch Kalle Varis Matthias Rindone           | _ Team Grau    | 16:8      | _ Team Grün    | 3:7           | Spiel um Bronze: _ Team Braun   | 5:6                    | 4      |
| _ Team Schwarz | Ruben Esposito Lukas Floriantschitz Kerem Alsan Jaroslaw Labutkin Yu Jiacong Corné van Stuijvenberg Wataru Suzuki Adam Sýkora Dominik Pavlata Linas Dėdinas Daniil Karpowitsch Kalle Varis Matthias Rindone           | _ Team Grün    | 6:4       | _ Team Grün    | 3:7           | Spiel um Bronze: _ Team Braun   | 5:6                    | 4      |
| Mädchen        | |                |           |                |               |                                 |                        |        |
| _ Team Blau    | Sidre Özer Valerie Christmann Anna Kot Marija Runewska Mirren Foy Zuzana Dobiašová Jana Krascheninina Maya Stöber Regina Metzler Karolina Hengelmüller Nikki Sharp Yuna Kusama Aya Juhl Petersen                      | _ Team Grau    | 8:9       | _ Team Gelb    | 5:7           | Spiel um Bronze: _ Team Braun   | 6:4                    | Bronze |
| _ Team Blau    | Sidre Özer Valerie Christmann Anna Kot Marija Runewska Mirren Foy Zuzana Dobiašová Jana Krascheninina Maya Stöber Regina Metzler Karolina Hengelmüller Nikki Sharp Yuna Kusama Aya Juhl Petersen                      | _ Team Orange  | 1:12      | _ Team Gelb    | 5:7           | Spiel um Bronze: _ Team Braun   | 6:4                    | Bronze |
| _ Team Blau    | Sidre Özer Valerie Christmann Anna Kot Marija Runewska Mirren Foy Zuzana Dobiašová Jana Krascheninina Maya Stöber Regina Metzler Karolina Hengelmüller Nikki Sharp Yuna Kusama Aya Juhl Petersen                      | _ Team Schwarz | 8:14      | _ Team Gelb    | 5:7           | Spiel um Bronze: _ Team Braun   | 6:4                    | Bronze |
| _ Team Blau    | Sidre Özer Valerie Christmann Anna Kot Marija Runewska Mirren Foy Zuzana Dobiašová Jana Krascheninina Maya Stöber Regina Metzler Karolina Hengelmüller Nikki Sharp Yuna Kusama Aya Juhl Petersen                      | _ Team Grün    | 6:11      | _ Team Gelb    | 5:7           | Spiel um Bronze: _ Team Braun   | 6:4                    | Bronze |
| _ Team Blau    | Sidre Özer Valerie Christmann Anna Kot Marija Runewska Mirren Foy Zuzana Dobiašová Jana Krascheninina Maya Stöber Regina Metzler Karolina Hengelmüller Nikki Sharp Yuna Kusama Aya Juhl Petersen                      | _ Team Gelb    | 8:13      | _ Team Gelb    | 5:7           | Spiel um Bronze: _ Team Braun   | 6:4                    | Bronze |
| _ Team Blau    | Sidre Özer Valerie Christmann Anna Kot Marija Runewska Mirren Foy Zuzana Dobiašová Jana Krascheninina Maya Stöber Regina Metzler Karolina Hengelmüller Nikki Sharp Yuna Kusama Aya Juhl Petersen                      | _ Team Braun   | 2:14      | _ Team Gelb    | 5:7           | Spiel um Bronze: _ Team Braun   | 6:4                    | Bronze |
| _ Team Blau    | Sidre Özer Valerie Christmann Anna Kot Marija Runewska Mirren Foy Zuzana Dobiašová Jana Krascheninina Maya Stöber Regina Metzler Karolina Hengelmüller Nikki Sharp Yuna Kusama Aya Juhl Petersen                      | _ Team Rot     | 11:18     | _ Team Gelb    | 5:7           | Spiel um Bronze: _ Team Braun   | 6:4                    | Bronze |
| _ Team Braun   | Arwen Nylaander Julia Termens Nausikäa Clement Ximena González Riko Matsumoto Roos Karst Celine Mayer Alicja Sowa Barbora Bartáková Marja Linzbichler Tallulah Bryant Ivana Latková Daniella Lauritzen Pizarro        | _ Team Schwarz | 13:11     | _ Team Schwarz | 7:11          | Spiel um Bronze: _ Team Blau    | 4:6                    | 4      |
| _ Team Braun   | Arwen Nylaander Julia Termens Nausikäa Clement Ximena González Riko Matsumoto Roos Karst Celine Mayer Alicja Sowa Barbora Bartáková Marja Linzbichler Tallulah Bryant Ivana Latková Daniella Lauritzen Pizarro        | _ Team Grün    | 6:8       | _ Team Schwarz | 7:11          | Spiel um Bronze: _ Team Blau    | 4:6                    | 4      |
| _ Team Braun   | Arwen Nylaander Julia Termens Nausikäa Clement Ximena González Riko Matsumoto Roos Karst Celine Mayer Alicja Sowa Barbora Bartáková Marja Linzbichler Tallulah Bryant Ivana Latková Daniella Lauritzen Pizarro        | _ Team Grau    | 16:6      | _ Team Schwarz | 7:11          | Spiel um Bronze: _ Team Blau    | 4:6                    | 4      |
| _ Team Braun   | Arwen Nylaander Julia Termens Nausikäa Clement Ximena González Riko Matsumoto Roos Karst Celine Mayer Alicja Sowa Barbora Bartáková Marja Linzbichler Tallulah Bryant Ivana Latková Daniella Lauritzen Pizarro        | _ Team Orange  | 14:10     | _ Team Schwarz | 7:11          | Spiel um Bronze: _ Team Blau    | 4:6                    | 4      |
| _ Team Braun   | Arwen Nylaander Julia Termens Nausikäa Clement Ximena González Riko Matsumoto Roos Karst Celine Mayer Alicja Sowa Barbora Bartáková Marja Linzbichler Tallulah Bryant Ivana Latková Daniella Lauritzen Pizarro        | _ Team Rot     | 5:11      | _ Team Schwarz | 7:11          | Spiel um Bronze: _ Team Blau    | 4:6                    | 4      |
| _ Team Braun   | Arwen Nylaander Julia Termens Nausikäa Clement Ximena González Riko Matsumoto Roos Karst Celine Mayer Alicja Sowa Barbora Bartáková Marja Linzbichler Tallulah Bryant Ivana Latková Daniella Lauritzen Pizarro        | _ Team Blau    | 14:2      | _ Team Schwarz | 7:11          | Spiel um Bronze: _ Team Blau    | 4:6                    | 4      |
| _ Team Braun   | Arwen Nylaander Julia Termens Nausikäa Clement Ximena González Riko Matsumoto Roos Karst Celine Mayer Alicja Sowa Barbora Bartáková Marja Linzbichler Tallulah Bryant Ivana Latková Daniella Lauritzen Pizarro        | _ Team Gelb    | 8:6       | _ Team Schwarz | 7:11          | Spiel um Bronze: _ Team Blau    | 4:6                    | 4      |
| _ Team Gelb    | Anke Steeno Eva Aizpurua Ludmilla Bourcet Elisa Innocenti Katya Blong Iris van Houten Zuzana Trnková Luisa Wilson Shin Seo-yoon Leonie Böttcher Nora Pollestad Nubya Aeschlimann Magdalena Luggin                     | _ Team Grün    | 5:10      | _ Team Blau    | 7:5           | _ Team Schwarz                  | 6:1                    | Gold   |
| _ Team Gelb    | Anke Steeno Eva Aizpurua Ludmilla Bourcet Elisa Innocenti Katya Blong Iris van Houten Zuzana Trnková Luisa Wilson Shin Seo-yoon Leonie Böttcher Nora Pollestad Nubya Aeschlimann Magdalena Luggin                     | _ Team Grau    | 8:11      | _ Team Blau    | 7:5           | _ Team Schwarz                  | 6:1                    | Gold   |
| _ Team Gelb    | Anke Steeno Eva Aizpurua Ludmilla Bourcet Elisa Innocenti Katya Blong Iris van Houten Zuzana Trnková Luisa Wilson Shin Seo-yoon Leonie Böttcher Nora Pollestad Nubya Aeschlimann Magdalena Luggin                     | _ Team Orange  | 9:4       | _ Team Blau    | 7:5           | _ Team Schwarz                  | 6:1                    | Gold   |
| _ Team Gelb    | Anke Steeno Eva Aizpurua Ludmilla Bourcet Elisa Innocenti Katya Blong Iris van Houten Zuzana Trnková Luisa Wilson Shin Seo-yoon Leonie Böttcher Nora Pollestad Nubya Aeschlimann Magdalena Luggin                     | _ Team Schwarz | 7:19      | _ Team Blau    | 7:5           | _ Team Schwarz                  | 6:1                    | Gold   |
| _ Team Gelb    | Anke Steeno Eva Aizpurua Ludmilla Bourcet Elisa Innocenti Katya Blong Iris van Houten Zuzana Trnková Luisa Wilson Shin Seo-yoon Leonie Böttcher Nora Pollestad Nubya Aeschlimann Magdalena Luggin                     | _ Team Blau    | 13:8      | _ Team Blau    | 7:5           | _ Team Schwarz                  | 6:1                    | Gold   |
| _ Team Gelb    | Anke Steeno Eva Aizpurua Ludmilla Bourcet Elisa Innocenti Katya Blong Iris van Houten Zuzana Trnková Luisa Wilson Shin Seo-yoon Leonie Böttcher Nora Pollestad Nubya Aeschlimann Magdalena Luggin                     | _ Team Rot     | 13:15     | _ Team Blau    | 7:5           | _ Team Schwarz                  | 6:1                    | Gold   |
| _ Team Gelb    | Anke Steeno Eva Aizpurua Ludmilla Bourcet Elisa Innocenti Katya Blong Iris van Houten Zuzana Trnková Luisa Wilson Shin Seo-yoon Leonie Böttcher Nora Pollestad Nubya Aeschlimann Magdalena Luggin                     | _ Team Braun   | 6:8       | _ Team Blau    | 7:5           | _ Team Schwarz                  | 6:1                    | Gold   |
| _ Team Grau    | Siria Dore Valentina Vrhoci Lina Meijer Emilia Munteanu Ilary Larese De Pasqua Zhang Shuqi Markéta Mazancová Jekaterina Dawletschina Ebony Brunt Lee Eun-ji Dorottya Gengeliczky Sofie van Dueren Jelizaveta Stadnika | _ Team Blau    | 9:8       | ausgeschieden  | ausgeschieden | ausgeschieden                   | ausgeschieden          | 6      |
| _ Team Grau    | Siria Dore Valentina Vrhoci Lina Meijer Emilia Munteanu Ilary Larese De Pasqua Zhang Shuqi Markéta Mazancová Jekaterina Dawletschina Ebony Brunt Lee Eun-ji Dorottya Gengeliczky Sofie van Dueren Jelizaveta Stadnika | _ Team Gelb    | 11:8      | ausgeschieden  | ausgeschieden | ausgeschieden                   | ausgeschieden          | 6      |
| _ Team Grau    | Siria Dore Valentina Vrhoci Lina Meijer Emilia Munteanu Ilary Larese De Pasqua Zhang Shuqi Markéta Mazancová Jekaterina Dawletschina Ebony Brunt Lee Eun-ji Dorottya Gengeliczky Sofie van Dueren Jelizaveta Stadnika | _ Team Braun   | 6:16      | ausgeschieden  | ausgeschieden | ausgeschieden                   | ausgeschieden          | 6      |
| _ Team Grau    | Siria Dore Valentina Vrhoci Lina Meijer Emilia Munteanu Ilary Larese De Pasqua Zhang Shuqi Markéta Mazancová Jekaterina Dawletschina Ebony Brunt Lee Eun-ji Dorottya Gengeliczky Sofie van Dueren Jelizaveta Stadnika | _ Team Rot     | 13:9      | ausgeschieden  | ausgeschieden | ausgeschieden                   | ausgeschieden          | 6      |
| _ Team Grau    | Siria Dore Valentina Vrhoci Lina Meijer Emilia Munteanu Ilary Larese De Pasqua Zhang Shuqi Markéta Mazancová Jekaterina Dawletschina Ebony Brunt Lee Eun-ji Dorottya Gengeliczky Sofie van Dueren Jelizaveta Stadnika | _ Team Grün    | 6:14      | ausgeschieden  | ausgeschieden | ausgeschieden                   | ausgeschieden          | 6      |
| _ Team Grau    | Siria Dore Valentina Vrhoci Lina Meijer Emilia Munteanu Ilary Larese De Pasqua Zhang Shuqi Markéta Mazancová Jekaterina Dawletschina Ebony Brunt Lee Eun-ji Dorottya Gengeliczky Sofie van Dueren Jelizaveta Stadnika | _ Team Schwarz | 8:16      | ausgeschieden  | ausgeschieden | ausgeschieden                   | ausgeschieden          | 6      |
| _ Team Grau    | Siria Dore Valentina Vrhoci Lina Meijer Emilia Munteanu Ilary Larese De Pasqua Zhang Shuqi Markéta Mazancová Jekaterina Dawletschina Ebony Brunt Lee Eun-ji Dorottya Gengeliczky Sofie van Dueren Jelizaveta Stadnika | _ Team Orange  | 5:2       | ausgeschieden  | ausgeschieden | ausgeschieden                   | ausgeschieden          | 6      |
| _ Team Grün    | Melanie Hernández Annie Sommer Huang Chun-lin Delfina Fattore Chanel Hofverberg Emma Donovalová Agata Muraro Ruka Kiyokawa Jessie Taylor Lisa Schröfl Kang Si-hyun Barbora Dalecká Fruzsina Szabó                     | _ Team Gelb    | 10:5      | ausgeschieden  | ausgeschieden | ausgeschieden                   | ausgeschieden          | 5      |
| _ Team Grün    | Melanie Hernández Annie Sommer Huang Chun-lin Delfina Fattore Chanel Hofverberg Emma Donovalová Agata Muraro Ruka Kiyokawa Jessie Taylor Lisa Schröfl Kang Si-hyun Barbora Dalecká Fruzsina Szabó                     | _ Team Braun   | 8:6       | ausgeschieden  | ausgeschieden | ausgeschieden                   | ausgeschieden          | 5      |
| _ Team Grün    | Melanie Hernández Annie Sommer Huang Chun-lin Delfina Fattore Chanel Hofverberg Emma Donovalová Agata Muraro Ruka Kiyokawa Jessie Taylor Lisa Schröfl Kang Si-hyun Barbora Dalecká Fruzsina Szabó                     | _ Team Rot     | 9:8 n. V. | ausgeschieden  | ausgeschieden | ausgeschieden                   | ausgeschieden          | 5      |
| _ Team Grün    | Melanie Hernández Annie Sommer Huang Chun-lin Delfina Fattore Chanel Hofverberg Emma Donovalová Agata Muraro Ruka Kiyokawa Jessie Taylor Lisa Schröfl Kang Si-hyun Barbora Dalecká Fruzsina Szabó                     | _ Team Blau    | 11:6      | ausgeschieden  | ausgeschieden | ausgeschieden                   | ausgeschieden          | 5      |
| _ Team Grün    | Melanie Hernández Annie Sommer Huang Chun-lin Delfina Fattore Chanel Hofverberg Emma Donovalová Agata Muraro Ruka Kiyokawa Jessie Taylor Lisa Schröfl Kang Si-hyun Barbora Dalecká Fruzsina Szabó                     | _ Team Grau    | 14:6      | ausgeschieden  | ausgeschieden | ausgeschieden                   | ausgeschieden          | 5      |
| _ Team Grün    | Melanie Hernández Annie Sommer Huang Chun-lin Delfina Fattore Chanel Hofverberg Emma Donovalová Agata Muraro Ruka Kiyokawa Jessie Taylor Lisa Schröfl Kang Si-hyun Barbora Dalecká Fruzsina Szabó                     | _ Team Orange  | 8:6       | ausgeschieden  | ausgeschieden | ausgeschieden                   | ausgeschieden          | 5      |
| _ Team Grün    | Melanie Hernández Annie Sommer Huang Chun-lin Delfina Fattore Chanel Hofverberg Emma Donovalová Agata Muraro Ruka Kiyokawa Jessie Taylor Lisa Schröfl Kang Si-hyun Barbora Dalecká Fruzsina Szabó                     | _ Team Schwarz | 4:6       | ausgeschieden  | ausgeschieden | ausgeschieden                   | ausgeschieden          | 5      |
| _ Team Orange  | Polina Lubenez Wang Meihe Sanne Claessens Saskia Rohregger Isabel Walberg Molly Lukowiak Yoo Seo-young Nadia Sancha Sena Hasegawa Dóra Véghelyi Emma Hofbauer Julija Wolkowa Kristina Chernova                        | _ Team Rot     | 8:6       | ausgeschieden  | ausgeschieden | ausgeschieden                   | ausgeschieden          | 8      |
| _ Team Orange  | Polina Lubenez Wang Meihe Sanne Claessens Saskia Rohregger Isabel Walberg Molly Lukowiak Yoo Seo-young Nadia Sancha Sena Hasegawa Dóra Véghelyi Emma Hofbauer Julija Wolkowa Kristina Chernova                        | _ Team Blau    | 12:1      | ausgeschieden  | ausgeschieden | ausgeschieden                   | ausgeschieden          | 8      |
| _ Team Orange  | Polina Lubenez Wang Meihe Sanne Claessens Saskia Rohregger Isabel Walberg Molly Lukowiak Yoo Seo-young Nadia Sancha Sena Hasegawa Dóra Véghelyi Emma Hofbauer Julija Wolkowa Kristina Chernova                        | _ Team Gelb    | 4:9       | ausgeschieden  | ausgeschieden | ausgeschieden                   | ausgeschieden          | 8      |
| _ Team Orange  | Polina Lubenez Wang Meihe Sanne Claessens Saskia Rohregger Isabel Walberg Molly Lukowiak Yoo Seo-young Nadia Sancha Sena Hasegawa Dóra Véghelyi Emma Hofbauer Julija Wolkowa Kristina Chernova                        | _ Team Braun   | 10:14     | ausgeschieden  | ausgeschieden | ausgeschieden                   | ausgeschieden          | 8      |
| _ Team Orange  | Polina Lubenez Wang Meihe Sanne Claessens Saskia Rohregger Isabel Walberg Molly Lukowiak Yoo Seo-young Nadia Sancha Sena Hasegawa Dóra Véghelyi Emma Hofbauer Julija Wolkowa Kristina Chernova                        | _ Team Schwarz | 14:8      | ausgeschieden  | ausgeschieden | ausgeschieden                   | ausgeschieden          | 8      |
| _ Team Orange  | Polina Lubenez Wang Meihe Sanne Claessens Saskia Rohregger Isabel Walberg Molly Lukowiak Yoo Seo-young Nadia Sancha Sena Hasegawa Dóra Véghelyi Emma Hofbauer Julija Wolkowa Kristina Chernova                        | _ Team Grün    | 6:8       | ausgeschieden  | ausgeschieden | ausgeschieden                   | ausgeschieden          | 8      |
| _ Team Orange  | Polina Lubenez Wang Meihe Sanne Claessens Saskia Rohregger Isabel Walberg Molly Lukowiak Yoo Seo-young Nadia Sancha Sena Hasegawa Dóra Véghelyi Emma Hofbauer Julija Wolkowa Kristina Chernova                        | _ Team Grau    | 2:5       | ausgeschieden  | ausgeschieden | ausgeschieden                   | ausgeschieden          | 8      |
| _ Team Rot     | Sonia David Valeria Ansoleaga Kao Wei-ting Nie Xinrui Abby Rowbotham Zoé Mächler Mila Lutteral Barbora Kapičáková Alina Itschajewa Bea Storesund Andrea Trnková Felicity Luby Anita Origlio                           | _ Team Orange  | 6:8       | ausgeschieden  | ausgeschieden | ausgeschieden                   | ausgeschieden          | 7      |
| _ Team Rot     | Sonia David Valeria Ansoleaga Kao Wei-ting Nie Xinrui Abby Rowbotham Zoé Mächler Mila Lutteral Barbora Kapičáková Alina Itschajewa Bea Storesund Andrea Trnková Felicity Luby Anita Origlio                           | _ Team Schwarz | 12:9      | ausgeschieden  | ausgeschieden | ausgeschieden                   | ausgeschieden          | 7      |
| _ Team Rot     | Sonia David Valeria Ansoleaga Kao Wei-ting Nie Xinrui Abby Rowbotham Zoé Mächler Mila Lutteral Barbora Kapičáková Alina Itschajewa Bea Storesund Andrea Trnková Felicity Luby Anita Origlio                           | _ Team Grün    | 9:8 n. V. | ausgeschieden  | ausgeschieden | ausgeschieden                   | ausgeschieden          | 7      |
| _ Team Rot     | Sonia David Valeria Ansoleaga Kao Wei-ting Nie Xinrui Abby Rowbotham Zoé Mächler Mila Lutteral Barbora Kapičáková Alina Itschajewa Bea Storesund Andrea Trnková Felicity Luby Anita Origlio                           | _ Team Grau    | 9:13      | ausgeschieden  | ausgeschieden | ausgeschieden                   | ausgeschieden          | 7      |
| _ Team Rot     | Sonia David Valeria Ansoleaga Kao Wei-ting Nie Xinrui Abby Rowbotham Zoé Mächler Mila Lutteral Barbora Kapičáková Alina Itschajewa Bea Storesund Andrea Trnková Felicity Luby Anita Origlio                           | _ Team Braun   | 11:5      | ausgeschieden  | ausgeschieden | ausgeschieden                   | ausgeschieden          | 7      |
| _ Team Rot     | Sonia David Valeria Ansoleaga Kao Wei-ting Nie Xinrui Abby Rowbotham Zoé Mächler Mila Lutteral Barbora Kapičáková Alina Itschajewa Bea Storesund Andrea Trnková Felicity Luby Anita Origlio                           | _ Team Gelb    | 15:13     | ausgeschieden  | ausgeschieden | ausgeschieden                   | ausgeschieden          | 7      |
| _ Team Rot     | Sonia David Valeria Ansoleaga Kao Wei-ting Nie Xinrui Abby Rowbotham Zoé Mächler Mila Lutteral Barbora Kapičáková Alina Itschajewa Bea Storesund Andrea Trnková Felicity Luby Anita Origlio                           | _ Team Blau    | 18:11     | ausgeschieden  | ausgeschieden | ausgeschieden                   | ausgeschieden          | 7      |
| _ Team Schwarz | Angelina Hurschler Courtney Mahoney Zhang Xinyue Chang En-ni Alicja Mota Nikola Janeková Amy Robery Darja Petrowa Kimberly Collard Luca Márton Reina Sato Emilia Kyrkkö Carlotta Regine                               | _ Team Braun   | 11:13     | _ Team Braun   | 11:7          | _ Team Gelb                     | 1:6                    | Silber |
| _ Team Schwarz | Angelina Hurschler Courtney Mahoney Zhang Xinyue Chang En-ni Alicja Mota Nikola Janeková Amy Robery Darja Petrowa Kimberly Collard Luca Márton Reina Sato Emilia Kyrkkö Carlotta Regine                               | _ Team Rot     | 9:12      | _ Team Braun   | 11:7          | _ Team Gelb                     | 1:6                    | Silber |
| _ Team Schwarz | Angelina Hurschler Courtney Mahoney Zhang Xinyue Chang En-ni Alicja Mota Nikola Janeková Amy Robery Darja Petrowa Kimberly Collard Luca Márton Reina Sato Emilia Kyrkkö Carlotta Regine                               | _ Team Blau    | 14:8      | _ Team Braun   | 11:7          | _ Team Gelb                     | 1:6                    | Silber |
| _ Team Schwarz | Angelina Hurschler Courtney Mahoney Zhang Xinyue Chang En-ni Alicja Mota Nikola Janeková Amy Robery Darja Petrowa Kimberly Collard Luca Márton Reina Sato Emilia Kyrkkö Carlotta Regine                               | _ Team Gelb    | 19:7      | _ Team Braun   | 11:7          | _ Team Gelb                     | 1:6                    | Silber |
| _ Team Schwarz | Angelina Hurschler Courtney Mahoney Zhang Xinyue Chang En-ni Alicja Mota Nikola Janeková Amy Robery Darja Petrowa Kimberly Collard Luca Márton Reina Sato Emilia Kyrkkö Carlotta Regine                               | _ Team Orange  | 8:14      | _ Team Braun   | 11:7          | _ Team Gelb                     | 1:6                    | Silber |
| _ Team Schwarz | Angelina Hurschler Courtney Mahoney Zhang Xinyue Chang En-ni Alicja Mota Nikola Janeková Amy Robery Darja Petrowa Kimberly Collard Luca Márton Reina Sato Emilia Kyrkkö Carlotta Regine                               | _ Team Grau    | 16:8      | _ Team Braun   | 11:7          | _ Team Gelb                     | 1:6                    | Silber |
| _ Team Schwarz | Angelina Hurschler Courtney Mahoney Zhang Xinyue Chang En-ni Alicja Mota Nikola Janeková Amy Robery Darja Petrowa Kimberly Collard Luca Márton Reina Sato Emilia Kyrkkö Carlotta Regine                               | _ Team Grün    | 6:4       | _ Team Braun   | 11:7          | _ Team Gelb                     | 1:6                    | Silber |

### Eiskunstlauf
| Athleten | Wettbewerb     | Jungen Einzel | Jungen Einzel | Mädchen Einzel | Mädchen Einzel | Paarlauf | Paarlauf | Eistanz | Eistanz  | Gesamt   | Gesamt |
| Athleten | Wettbewerb     | Punkte        | Teampkt.      | Punkte         | Teampkt.       | Punkte   | Teampkt. | Punkte  | Teampkt. | Teampkt. | Rang   |
| --- | -------------- | ------------- | ------------- | -------------- | -------------- | -------- | -------- | ------- | -------- | -------- | ------ |
| Mixed |                |               |               |                |                |          |          |         |          |          |        |
| Team Focus Yuma Kagiyama Kate Wang Cate Fleming / Jedidah Isbell Sofja Tjutjunina / Alexander Schustizki                | Teamwettbewerb | 157,62        | 8             | 101,84         | 4              | 91,34    | 3        | 96,89   | 7        | 22       | Silber |
| Team Discovery Nikolaj Memola Catherine Carle Apollinarija Panfilowa / Dmitri Rylow Célina Fradji / Jean-Hans Fourneaux | Teamwettbewerb | 112,27        | 4             | 91,22          | 1              | 126,49   | 8        | 75,86   | 2        | 15       | 6      |
| Team Courage Arlet Levandi Xenija Sinizyna Alina Butaewa / Luka Berulawa Utana Yoshida / Shingo Nishiyama               | Teamwettbewerb | 97,63         | 2             | 127,63         | 8              | 100,70   | 6        | 99,31   | 8        | 24       | Gold   |
| Team Determination Cha Young-hyun Nella Pelkonen Brooke McIntosh / Brandon Toste Katarina Wolfkostin / Jeffrey Chen     | Teamwettbewerb | 133,13        | 6             | 91,27          | 2              | 96,73    | 5        | 90,41   | 5        | 18       | 4      |
| Team Motivation Andrij Kokura Alessia Tornaghi Diana Muchametsjanowa / Ilja Mironow Gina Zehnder / Beda-Leon Sieber     | Teamwettbewerb | 100,38        | 3             | 125,22         | 6              | 101,89   | 7        | 60,87   | 1        | 17       | 5      |
| Team Future Matteo Nalbone Anna Frolowa Wang Yuchen / Huang Yihang Anna Tschernjawska / Oleg Muratow                    | Teamwettbewerb | 73,89         | 1             | 126,00         | 7              | 91,35    | 4        | 80,86   | 3        | 15       | 7      |
| Team Vision Andrei Mosaljow Regina Schermann Sofija Nesterowa / Artem Darenskyj Natalie D’Alessandro / Bruce Waddell    | Teamwettbewerb | 154,97        | 7             | 95,37          | 3              | 86,53    | 2        | 95,73   | 6        | 18       | Bronze |
| Team Hope Liam Kapeikis Maïa Mazzara Letizia Roscher / Luis Schuster Miku Makita / Tyler Gunara                         | Teamwettbewerb | 117,28        | 5             | 103,36         | 5              | 78,28    | 1        | 89,87   | 4        | 15       | 8      |

### Eisschnelllauf
| Athleten                                                                     | Wettbewerb | Zeit        | Rang   |
| ---------------------------------------------------------------------------- | ---------- | ----------- | ------ |
| Mixed                                                                        |            |             |        |
| Team 1 Kateřina Macháčková Isabel Grevelt Maks Fjodarau Felix Motschmann     | Teamsprint | 2:08,16 min | 9      |
| Team 2 Zuzana Kuršová Wang Jingyi Manuel Zähringer Andrej Herman             | Teamsprint | 2:09,32 min | 11     |
| Team 3 Sini Siro Yukino Yoshida Ignaz Gschwentner Alexander Sergejew         | Teamsprint | 2:04,10 min | Gold   |
| Team 4 Carla Álvarez Yang Binyu Filip Hawryłak Nuraly Aqschol                | Teamsprint | 2:10,67 min | 13     |
| Team 5 Amalie Haugland Kim Min-hui Oddbjørn Mellemstrand Jordan Stolz        | Teamsprint | DSQ         | DSQ    |
| Team 6 Julie Berg Sjøbrend Anna Ostlender Jakub Kočí Sebas Diniz             | Teamsprint | DSQ         | DSQ    |
| Team 7 Warwara Bandaryna Myrthe de Boer Lukáš Steklý Yudai Yamamoto          | Teamsprint | 2:06,80 min | 5      |
| Team 8 Darja Gawrilowa Victoria Stirnemann Flavio Gross Sun Jiazhao          | Teamsprint | 2:07,71 min | 8      |
| Team 9 Serena Pergher Ilka Füzesy Yang Suk-hoon Nil Llop                     | Teamsprint | 2:06,33 min | 4      |
| Team 10 Marta Dobrowolska Yuka Takahashi Michał Kopacz Park Sang-eon         | Teamsprint | 2:08,62 min | 10     |
| Team 11 Luisa María González Fran Vanhoutte Nicky Rosanelli Sander Eitrem    | Teamsprint | 2:07,46 min | 7      |
| Team 12 Katia Filippi Alexandra Rutkowskaja Eetu Käsnänen Remo Slotegraaf    | Teamsprint | 2:10,07 min | 12     |
| Team 13 Karyna Schypulja Alina Dauranova Xue Zhiwen Diego Amaya Martínez     | Teamsprint | DSQ         | DSQ    |
| Team 14 Ramona Ionel Walerija Sorokoletowa Tuukka Suomalainen Jonathan Tobon | Teamsprint | 2:05,96 min | Bronze |
| Team 15 Hanna Bíró Kang Soo-min Jewgeni Koschkin Pawel Taran                 | Teamsprint | 2:07,27 min | 6      |
| Team 16 Laura Kivioja Daria Kopacz Theo Collins Motonaga Arito               | Teamsprint | 2:05,92 min | Silber |

### Rennrodeln
| Athlet                                                     | Wettbewerb  | Lauf 1 | Lauf 1 | Lauf 2 | Lauf 2 | Gesamt       | Gesamt |
| Athlet                                                     | Wettbewerb  | Zeit   | Rang   | Zeit   | Rang   | Zeit         | Rang   |
| ---------------------------------------------------------- | ----------- | ------ | ------ | ------ | ------ | ------------ | ------ |
| Mixed                                                      |             |        |        |        |        |              |        |
| Kailey Allan Alex Gufler Caitlin Nash / Natalie Corless    | Teamstaffel | –      | –      | –      | –      | 2:57,627 min | 4      |
| Ella Cox Hunter Burke Yang Shih-hsun / Yeh Meng-jhe        | Teamstaffel | –      | –      | –      | –      | 3:00,945 min | 8      |
| Yuki Ishikawa Marius Goncear Adriana Adam / Aliona Busuioc | Teamstaffel | –      | –      | –      | –      | 3:05,755 min | 11     |
| Ema Kovačič Bao Zhenyu Lovro Kovačič / Tian Badžukov       | Teamstaffel | –      | –      | –      | –      | DNS          | DNS    |

### Shorttrack
| Athlet                                                                      | Wettbewerb  | Vorlauf | Vorlauf | Viertelfinale | Viertelfinale | Halbfinale   | Halbfinale | Finale                 | Finale | Rang   |
| Athlet                                                                      | Wettbewerb  | Zeit    | Rang    | Zeit          | Rang          | Zeit         | Rang       | Zeit                   | Rang   | Rang   |
| --------------------------------------------------------------------------- | ----------- | ------- | ------- | ------------- | ------------- | ------------ | ---------- | ---------------------- | ------ | ------ |
| Mixed                                                                       |             |         |         |               |               |              |            |                        |        |        |
| Team A Olivia Weedon Seo Whi-min Thomas Nadalini Ethan De Rose              | Teamstaffel | –       | –       | –             | –             | 4:15,427 min | 2          | 4:16,115 min           | 3      | Bronze |
| Team B Kim Chan-seo Diede van Oorschot Shōgo Miyata Jonathan So             | Teamstaffel | –       | –       | –             | –             | 4:11,095 min | 1          | 4:12,378 min           | 1      | Gold   |
| Team C Florence Brunelle Anna Ruysschaert Kosei Hayashi Daniil Nikolajew    | Teamstaffel | –       | –       | –             | –             | 4:15,601 min | 3          | B-Finale: 4:16,893 min | 2      | 6      |
| Team D Michelle Velzeboer Jenell Berhorst Zhang Tianyi Sanschar Schengissow | Teamstaffel | –       | –       | –             | –             | 4:13,578 min | 3          | PEN                    | PEN    | PEN    |
| Team E Haruna Nagamori Petra Rusnáková Li Kongchao Julian Macaraeg          | Teamstaffel | –       | –       | –             | –             | 4:22,054 min | 4          | PEN                    | PEN    | PEN    |
| Team F Barbara Somogyi Elisa Confortola Félix Pigeon Wladimir Balbekow      | Teamstaffel | –       | –       | –             | –             | 4:11,169 min | 2          | 4:22,471 min           | 4      | 4      |
| Team G Julija Beresnewa Chang Hui Jang Sung-woo Gabriel Volet               | Teamstaffel | –       | –       | –             | –             | 4:11,042 min | 1          | 4:12,972 min           | 2      | Silber |
| Team H Zhang Chutong Hailey Choi Lee Jeong-min Natthapat Kancharin          | Teamstaffel | –       | –       | –             | –             | 4:31,666 min | 4          | B-Finale: 4:15,234 min | 2      | 5      |

### Skibergsteigen
Neben acht Nationen wurden auch drei Staffeln gebildet, bei denen die Athleten aus unterschiedlichen Nationen stammten.
| Athleten                                                                     | Wettbewerbe | Finale    | Finale | Rang |
| Athleten                                                                     | Wettbewerbe | Zeit      | Rang   | Rang |
| ---------------------------------------------------------------------------- | ----------- | --------- | ------ | ---- |
| Mixed                                                                        |             |           |        |      |
| Europa Evgeniia Dolzhenkova Matúš Černek Laura Kovárová Nikita Philippov     | Staffel     | 40:56 min | 9      | 9    |
| Welt 1 Ema Chlepkova Trym Dalset Lødøen Roksana Saveh Shemshaki Findlay Eyre | Staffel     | 41:44 min | 10     | 10   |
| Welt 2 Suolang Quzhen Liang Qifan Yu Jingxuan Oriol Olm                      | Staffel     | 39:20 min | 7      | 7    |

### Snowboard/Freestyle-Skiing
| Athleten                                                                                          | Wettbewerbe                        | Vorrunde | Viertelfinale | Halbfinale    | Finale            | Rang          |
| Athleten                                                                                          | Wettbewerbe                        | Rang     | Rang          | Rang          | Rang              | Rang          |
| ------------------------------------------------------------------------------------------------- | ---------------------------------- | -------- | ------------- | ------------- | ----------------- | ------------- |
| Mixed                                                                                             |                                    |          |               |               |                   |               |
| Mixed Team 1 Chloé Passerat Lia Nilsson Iwan Maljowannyj Kilian Himmelsbach                       | Ski-/Snowboardcross Teamwettbewerb | –        | 1             | 4             | Kleines Finale: 1 | 5             |
| Mixed Team 2 Morena Arroyo Sage Stefani Jacob Walper Jack Morrow                                  | Ski-/Snowboardcross Teamwettbewerb | –        | 3             | ausgeschieden | ausgeschieden     | 11            |
| Mixed Team 3 Jekaterina Loktewa-Sagorskaja Maria Shcherbakovskaya Noa Coutton-Jean Artjom Baschin | Ski-/Snowboardcross Teamwettbewerb | –        | 1             | 2             | 4                 | 4             |
| Mixed Team 4 Federica Fantoni Alice Fortkord Thomas Abegglen Thomas Kolly                         | Ski-/Snowboardcross Teamwettbewerb | –        | 2             | 3             | Kleines Finale: 4 | 8             |
| Mixed Team 5 Amber Essex Zoe Michael Noah Bethonico Jasper Cobcroft                               | Ski-/Snowboardcross Teamwettbewerb | 2        | DNS           | ausgeschieden | ausgeschieden     | ausgeschieden |
| Mixed Team 6 Aina Gomáriz Marie-Pier Brunet Álvaro Romero Scott Johns                             | Ski-/Snowboardcross Teamwettbewerb | 3        | ausgeschieden | ausgeschieden | ausgeschieden     | 16            |
| Mixed Team 7 Teodora Iliewa Josefina Valdés Dante Vera Oscar Trygg                                | Ski-/Snowboardcross Teamwettbewerb | 4        | ausgeschieden | ausgeschieden | ausgeschieden     | 18            |
| Mixed Team 8 Nima Yongqing Su Yue Wladi Kamburow Hou Haoyi                                        | Ski-/Snowboardcross Teamwettbewerb | 4        | ausgeschieden | ausgeschieden | ausgeschieden     | 19            |
| Mixed Team 9 Marika Savoldelli Noa Spoelders Niccolò Colturi Jannes Debertol                      | Ski-/Snowboardcross Teamwettbewerb | 1        | 3             | ausgeschieden | ausgeschieden     | 12            |
| Mixed Team 10 Tanja Kobald Wladislawa Baljukina Elias Leitner Christoph Danksagmüller             | Ski-/Snowboardcross Teamwettbewerb | 3        | ausgeschieden | ausgeschieden | ausgeschieden     | 17            |
| Mixed Team 11 Madeline Lochte-Bono Kayla Anna Lozáková Theodore McLemore Jakub Válek              | Ski-/Snowboardcross Teamwettbewerb | –        | 4             | ausgeschieden | ausgeschieden     | 14            |
| Mixed Team 12 Zsófia Vincze Marta Rihtaršič Silviu Popa Isbat Hoque                               | Ski-/Snowboardcross Teamwettbewerb | 2        | 4             | ausgeschieden | ausgeschieden     | 15            |